# Faye-d'Anjou
Faye-d'Anjou és un municipi francès situat al departament de Maine i Loira i a la regió de País del Loira. L'any 2007 tenia 1.210 habitants.

## Demografia

### Població
El 2007 la població de fet de Faye-d'Anjou era de 1.210 persones. Hi havia 460 famílies de les quals 100 eren unipersonals (44 homes vivint sols i 56 dones vivint soles), 164 parelles sense fills, 164 parelles amb fills i 32 famílies monoparentals amb fills.
La població ha evolucionat segons el següent gràfic:
Habitants censats

### Habitatges
El 2007 hi havia 541 habitatges, 472 eren l'habitatge principal de la família, 31 eren segones residències i 38 estaven desocupats. 509 eren cases i 27 eren apartaments. Dels 472 habitatges principals, 348 estaven ocupats pels seus propietaris, 116 estaven llogats i ocupats pels llogaters i 8 estaven cedits a títol gratuït; 6 tenien una cambra, 29 en tenien dues, 70 en tenien tres, 105 en tenien quatre i 262 en tenien cinc o més. 380 habitatges disposaven pel capbaix d'una plaça de pàrquing. A 193 habitatges hi havia un automòbil i a 246 n'hi havia dos o més.

### Piràmide de població
La piràmide de població per edats i sexe el 2009 era:
| Homes | Edats   | Dones |
| ----- | ------- | ----- |
| 0     | 95 o +  | 0     |
| 0     | 90 a 94 | 0     |
| 4     | 85 a 89 | 24    |
| 16    | 80 a 84 | 8     |
| 16    | 75 a 79 | 24    |
| 28    | 70 a 74 | 20    |
| 16    | 65 a 69 | 20    |
| 20    | 60 a 64 | 16    |
| 24    | 55 a 59 | 12    |
| 44    | 50 a 54 | 44    |
| 28    | 45 a 49 | 24    |
| 40    | 40 a 44 | 28    |
| 44    | 35 a 39 | 40    |
| 52    | 30 a 34 | 76    |
| 32    | 25 a 29 | 28    |
| 4     | 20 a 24 | 8     |
| 24    | 15 a 19 | 32    |
| 36    | 10 a 14 | 52    |
| 48    | 5 a 9   | 32    |
| 40    | 0 a 4   | 32    |

## Economia
El 2007 la població en edat de treballar era de 772 persones, 593 eren actives i 179 eren inactives. De les 593 persones actives 555 estaven ocupades (289 homes i 266 dones) i 38 estaven aturades (19 homes i 19 dones). De les 179 persones inactives 75 estaven jubilades, 56 estaven estudiant i 48 estaven classificades com a «altres inactius».

### Ingressos
El 2009 a Faye-d'Anjou hi havia 487 unitats fiscals que integraven 1.268,5 persones, la mediana anual d'ingressos fiscals per persona era de 17.020 €.

### Activitats econòmiques
Dels 38 establiments que hi havia el 2007, 1 era d'una empresa alimentària, 2 d'empreses de fabricació d'altres productes industrials, 8 d'empreses de construcció, 9 d'empreses de comerç i reparació d'automòbils, 3 d'empreses de transport, 4 d'empreses d'hostatgeria i restauració, 1 d'una empresa immobiliària, 7 d'empreses de serveis, 1 d'una entitat de l'administració pública i 2 d'empreses classificades com a «altres activitats de serveis».
Dels 10 establiments de servei als particulars que hi havia el 2009, 2 eren tallers de reparació d'automòbils i de material agrícola, 2 paletes, 1 guixaire pintor, 2 fusteries, 2 perruqueries i 1 restaurant.
Dels 3 establiments comercials que hi havia el 2009, 1 era una botiga de més de 120 m², 1 una fleca i 1 una botiga d'electrodomèstics.
L'any 2000 a Faye-d'Anjou hi havia 53 explotacions agrícoles que ocupaven un total de 1.330 hectàrees.

## Equipaments sanitaris i escolars
El 2009 hi havia 2 escoles elementals.

## Poblacions més properes
El següent diagrama mostra les poblacions més properes.